# Déchet non dangereux
Pour des articles plus généraux, voir Déchet et DND.
Un déchet non dangereux ou DND (anciennement dénommé déchet banal) est, pour tous les États-membres de l'Union européenne, une catégorie de déchet répondant à la définition suivante : « tout déchet qui ne présente aucune des propriétés qui rendent un déchet dangereux », c'est-à-dire un déchet qui ne présente aucune des propriétés de dangers énumérées à l'annexe III de la directive 2008/98/CE du Parlement européen et du Conseil du 19 novembre 2008 relative aux déchets et abrogeant certaines directives. Cette définition a été transposée en France par l'article R. 541-8 du Code de l'Environnement.
Les déchets non dangereux sont généralement classifiés en deux catégories distinctes : les déchets non dangereux non inertes et les déchets non dangereux inertes.

## Déchets non dangereux non inertes
Les déchets non dangereux non inertes représentent 27 % des déchets produits en France par les ménages, collectivités et l’ensemble des acteurs économiques, soit environ 92 millions de tonnes.
Dans les déchets non dangereux non inertes, on distingue notamment les déchets recyclables et les déchets organiques.

### Déchets recyclables

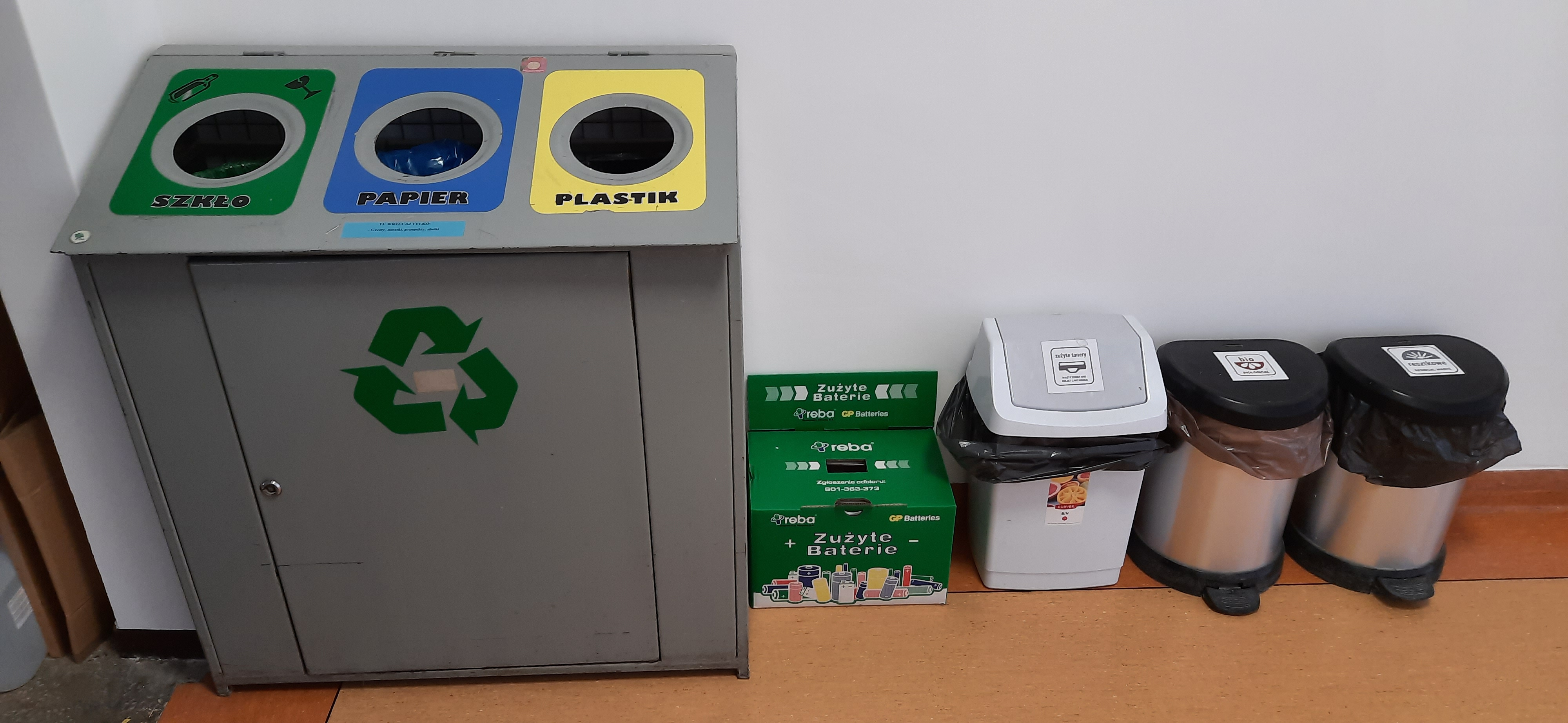
Point de recyclage à l'École polytechnique de Gdańsk.

Ce sont les déchets qui sont constitués de matériaux qui, après une éventuelle étape de prétraitement et/ou de transformation, peuvent être utilisés en substitution d’une matière première vierge dans un cycle de production (recyclage).
En France, les principales matières recyclées à partir des déchets non dangereux non inertes sont :
- le verre (issu des emballages en verre des ménages et du secteur de l’hôtellerie) ;
- les métaux (entreprises, emballages des ménages, équipements électriques et électroniques, etc.) ;
- les cartons (pour les activités économiques, les administrations et les ménages) ;
- les papiers ;
- le bois ;
- les plastiques ;
- les textiles.

D’autres filières se développent progressivement pour des gisements qui n’étaient pas recyclés auparavant : matelas, meubles, etc.

### Déchets biodégradables
Les déchets biodégradables sont constitués, pour l'essentiel, de composants générés naturellement qui peuvent être décomposés, à plus ou moins longue échéance, par des bactéries ou des microchampignons avant d’être absorbés par l’écosystème, notamment :
- biodéchets des ménages ou des gros producteurs de déchets organiques ;
- déchets de sous-produits animaux ;
- boues de station d’épuration des eaux usées.

## Déchets non dangereux inertes
Un déchet non dangereux inerte, ou plus couramment appelé déchet inerte, est un « déchet qui ne subit aucune modification physique, chimique ou biologique importante, qui ne se décompose pas, ne brûle pas, ne produit aucune réaction physique ou chimique, n'est pas biodégradable et ne détériore pas les matières avec lesquelles il entre en contact d'une manière susceptible d'entraîner des atteintes à l'environnement ou à la santé humaine ».

## Statistiques
En 2012, la production de déchets en France représente 345 millions de tonnes, dont 333,4 millions de tonnes de déchets non dangereux et dont 241 millions sont inertes. Les déchets organiques, hors déchets de l’agriculture, se montent à 46,3 millions de tonnes, dont 20,2 millions de tonnes sont collectées par le service public.